# Enchytraeina lutheri
Enchytraeina lutheri is een ringworm uit de familie van de Enchytraeidae. De wetenschappelijke naam van de soort is voor het eerst geldig gepubliceerd in 1957 door Bülow.